# Betty's Bandit
Betty's Bandit est un film muet américain réalisé par Henry Otto et sorti en 1912.

## Fiche technique
- Titre : Betty's Bandit
- Réalisation : Henry Otto
- Producteur : David Horsley
- Société de production : Nestor Film Company
- Dates de sortie : 
  - États-Unis : 21 octobre 1912

## Distribution
- Harry A. Pollard : Jack Parsons
- Lloyd Ingraham : Cole
- Henry Otto : Allen
- Gertrude Claire : Mrs Allen
- Margarita Fischer : Betty Allen
- William Clifford : Pete
- Frank Rice : le shérif